# Burundi bwacu
"Burundi bwacu" ("Nosso Burundi") é o hino nacional do Burundi. Escrito por um grupo de escritores indicados pelo presidente Jean-Baptiste Ntahokaja, e música de Marc Barengayabo, foi adoptado em 1962, depois da independência do país.